# Bonifaci VIII
El papa Bonifaci VIII (en llatí: Bonifatius PP. VIII), nascut Benedetto Caetani (Anagni, cap al 1235 – Roma, 11 d'octubre de 1303) va ser Papa de l'Església Catòlica i governant dels Estats Pontificis des del 24 de desembre de 1294 a 1303.
La família Caetani era d'origen baronal, amb connexions amb el papat. Va succeir el papa Celestí V, que havia abdicat del tron papal. Bonifaci va passar la seva primera carrera a l'estranger en funcions diplomàtiques.
Bonifaci VIII va presentar algunes de les reivindicacions més fortes de qualsevol papa sobre el poder temporal i espiritual. Es va involucrar sovint amb els afers exteriors, incloent França, Sicília, Itàlia i la Primera Guerra d'Independència d'Escòcia. Aquestes opinions, i la seva intervenció crònica en els afers "temporals", van provocar moltes baralles amargues amb Albert I d'Alemanya, Felip IV de França i Dante Alighieri, que esperava que el Papa arribés aviat al Vuitè Cercle de l'Infern en la seva Divina Comèdia, entre els simoniacs.
Bonifaci va sistematitzar el dret canònic recollint-lo en un nou volum, el Liber Sextus (1298), que continua sent important material de referència per als advocats canònics. Va establir el primer any "jubileu" catòlic, que hauria de tenir lloc a Roma. Bonifaci va entrar per primera vegada en conflicte amb Felip IV de França el 1296 quan aquest va intentar reforçar l'estat nació naixent imposant impostos al clergat i prohibint-los l'administració de la llei. Bonifaci va excomunicar Felip i tots els altres que van impedir que el clergat francès viatgés a la Santa Seu, després de la qual cosa el rei va enviar les seves tropes a atacar la residència del papa a Anagni el 7 de setembre de 1303 i capturar-lo. Bonifaci va estar detingut durant tres dies, va ser colpejat molt i va morir un mes després.
El rei Felip IV va pressionar el papa Climent V del papat d'Avinyó perquè organitzés un judici pòstum a Bonifaci. Va ser acusat d'heretgia i sodomia, però no es va pronunciar cap veredicte contra ell.

## Biografia
Benedetto Caetani va néixer a Anagni, a uns 50 quilòmetres (31 milles) al sud-est de Roma. Era el fill de Roffredo Caetani (Podestà de Todi el 1274–1275), membre d'una família baronial dels Estats Pontificis, els Caetani o Gaetani dell'Aquila.
A través de la seva mare, Emilia Patrasso di Guarcino, neboda del papa Alexandre IV (Rinaldo dei Conti di Segni, que era ell mateix nebot del papa Gregori IX), no es trobava gaire lluny de la seu del poder i el mecenatge eclesiàstic. El germà petit del seu pare, Atenolfo, era Podestà d'Orvieto.

### Carrera inicial
Benedetto va fer els seus primers passos en la vida religiosa quan va ser enviat al convent dels Frares Menors de Velletri, on va ser posat a la cura del seu oncle matern Fra Leonardo Patrasso. Se li va concedir una canònica a la catedral del bastió familiar d'Anagni, amb el permís del papa Alexandre IV. El primer registre d'ell és com a testimoni d'un acta del bisbe Pandulf d'Anagni el 16 d'octubre de 1250. El 1252, quan el seu oncle patern Pietro Caetani es va convertir en bisbe de Todi, a Umbria, Benedetto el va seguir a Todi i va començar el seu estudis jurídics allà.
El seu oncle Pietro li va concedir una canònica a la catedral de Todi l'any 1260. També va entrar en possessió del petit castell proper de Sismano, lloc amb vint-i-un focs (fogueres, famílies). En anys posteriors el pare Vitalis, el prior de S. Egidio de S. Gemino a Narni va declarar que el coneixia i conversava amb ell a Todi i que Benedetto era en una escola dirigida per Rouchetus, doctor en dret , d'aquesta ciutat.
Benedetto no va oblidar mai les seves arrels a Todi , descrivint més tard la ciutat com "el lloc d'habitatge de la seva primera joventut", la ciutat que "el va nodrir mentre encara tenia anys tendres", i com a lloc on "guardava records perdurables". Més tard a la vida va expressar repetidament el seu agraïment a Anagni, Todi i la seva família.
El 1264 Benedetto va entrar a la cúria romana, potser amb l'ofici d'Advocatus. Va servir com a secretari del cardenal Simon de Brion, el futur papa Martí IV, en una missió a França. El cardenal Simon havia estat nomenat pel papa Urbà IV, entre el 25 i el 27 d'abril de 1264, per entaular negociacions amb Carles d'Anjou, comte de Provença, sobre la Corona de Nàpols i Sicília. L'1 de maig de 1264 se li va donar permís per nomenar dos o tres tabelliones (secretaris) per a la seva missió, un dels quals era Benedetto.
El 26 de febrer de 1265, només onze dies després de la seva coronació, el nou papa, Climent IV, va escriure al cardenal Simon, dient-li que interrompés les negociacions i viatgés immediatament a la Provença, on rebria més instruccions. El mateix dia, Climent va escriure a Carles d'Anjou, informant-li que el papa tenia 35 condicions que Carles havia d'acceptar per acceptar la corona; també va escriure a Enric III d'Anglaterra i al seu fill Edmundo que mai havien estat propietaris del [[Regne de Sicília]. També va recomanar al cardenal els banquers de Siena que havien estat treballant per a Urbà IV per recaptar fons per Carles d'Anjou, i que els havia de transferir unes 7.000 lliures torneses del delme (deu per cent d'impost) de França. El 20 de març de 1265, per tal d'agilitzar els negocis amb Carles d'Anjou, el cardenal Simon va ser autoritzat a proporcionar beneficis de les catedrals o d'una altra manera dins la seva província a cinc dels seus clergues. Aquesta podria haver estat l'ocasió en què Benedetto Caetani va adquirir almenys alguns dels seus beneficis francesos. El 9 d'abril de 1265, a petició del cardenal Simon de Brion, la legació que li havia estat assignada pel papa Urbà va ser declarada no caducada a la mort d'Urbà IV. No hauria tingut sentit prendre aquesta decisió si el cardenal Simon ja hagués deixat de ser Legat.
El 4 de maig de 1265 el cardenal Ottobono Fieschi va ser nomenat Llegat Apostòlic a Anglaterra, Escòcia, Gal·les i Irlanda pel nou Papa Climent IV. De fet, va ser enviat com a successor del cardenal Guy Folques, que havia estat elegit Climent IV el 5 de febrer de 1265. El 29 d'agost de 1265 el cardenal va ser rebut a la cort francesa pel rei Lluís IX. Allà es va assabentar que Simó de Montfort i el seu fill Henry havien resultat morts a la batalla d'Evesham a principis d'aquell mes. El cardenal Ottobono no va arribar a Bolonya fins a l'octubre de 1265. Anava acompanyat per Benedetto Caetani. Va estar a Anglaterra fins al juliol de 1268, treballant per suprimir les restes dels barons de Simó de Montfort que encara estaven en armes contra el rei Enric III d'Anglaterra. Per finançar la seva rebel·lió, els barons havien imposat un impost del 10% sobre els béns de l'església, que el Papa volia recuperar perquè el delme era anticanònic. Aquest inconvenient va ser una de les principals preocupacions del cardenal Ottobono i el seu entorn. Mentre estava a Anglaterra, Benedetto Caetani es va convertir en rector de l'església de Sant Llorenç a Towcester, Northamptonshire.
A la tornada de Benedetto d'Anglaterra, hi ha un període de vuit anys en què no se sap res de la seva vida. Aquest període, però, va incloure la llarga vacant del tron papal des del 29 de novembre de 1268 fins al febrer de 1272, quan el papa Gregori X va acceptar el tron papal. També inclou el període en què el papa Gregori i els seus cardenals van anar a França el 1273 per al segon Concili de Lió, així com la vuitena croada, dirigida per Lluís IX, el 1270. El papa i alguns dels cardenals van començar el seu retorn a Itàlia a finals de novembre de 1275. El papa Gregori va celebrar el Nadal a Arezzo i hi va morir el 10 de gener de 1276. El 1276, però, Benedetto va ser enviat a França per supervisar la recaptació d'un delme, que és potser quan va ocupar el càrrec d'Advocatus. a la cúria romana, i després va ser nomenat notari papal a finals de la dècada de 1270. Durant aquest temps, Benedetto va acumular disset beneficis, que li va permetre conservar quan va ser ascendit. Alguns d'ells s'enumeren en una butlla del papa Martí IV, en la qual va atorgar la diaconia de San Niccolo a Carcere al cardenal Benedetto Caetani.
A Orvieto, el 12 d'abril de 1281, el papa Martí IV va crear Benedetto Caetani cardenal diaca de San Nicola in Carcere. El 1288 va ser enviat com a Llegat a Umbria per intentar calmar la lluita entre güelfs i gibel·lins, que estava prenent la forma d'una guerra entre les ciutats de Perusa i Foligno. A l'hivern de 1289, va ser un dels consellers del papa Nicolau IV quan va decidir resoldre les disputes sobre l'elecció o el nomenament dels bisbes portuguesos, en què el rei Dionís va tenir un paper important. Per donar una major autoritat al mandat final del papa, el cardenal Latino Orsini d'Òstia, el cardenal Pietro Peregrossi de San Marco i el cardenal Benedetto de S. Nicola in Carcere van adjuntar les seves signatures i segells. Tres anys més tard, el 22 de setembre de 1291, el papa Nicolau IV el va promoure al rang de cardenal prevere, amb el títol de SS. Silvestro e Martino. Atès que només hi havia una dotzena de cardenals, al cardenal Benedetto se li va assignar la cura (commenda) de la diaconia de S. Àgata, i del seu antic diaconat de S. Nicola a Carcere. Com a cardenal, va servir com a legat papal en negociacions diplomàtiques a França, Nàpols, Sicília i Aragó.

### L'elecció papal

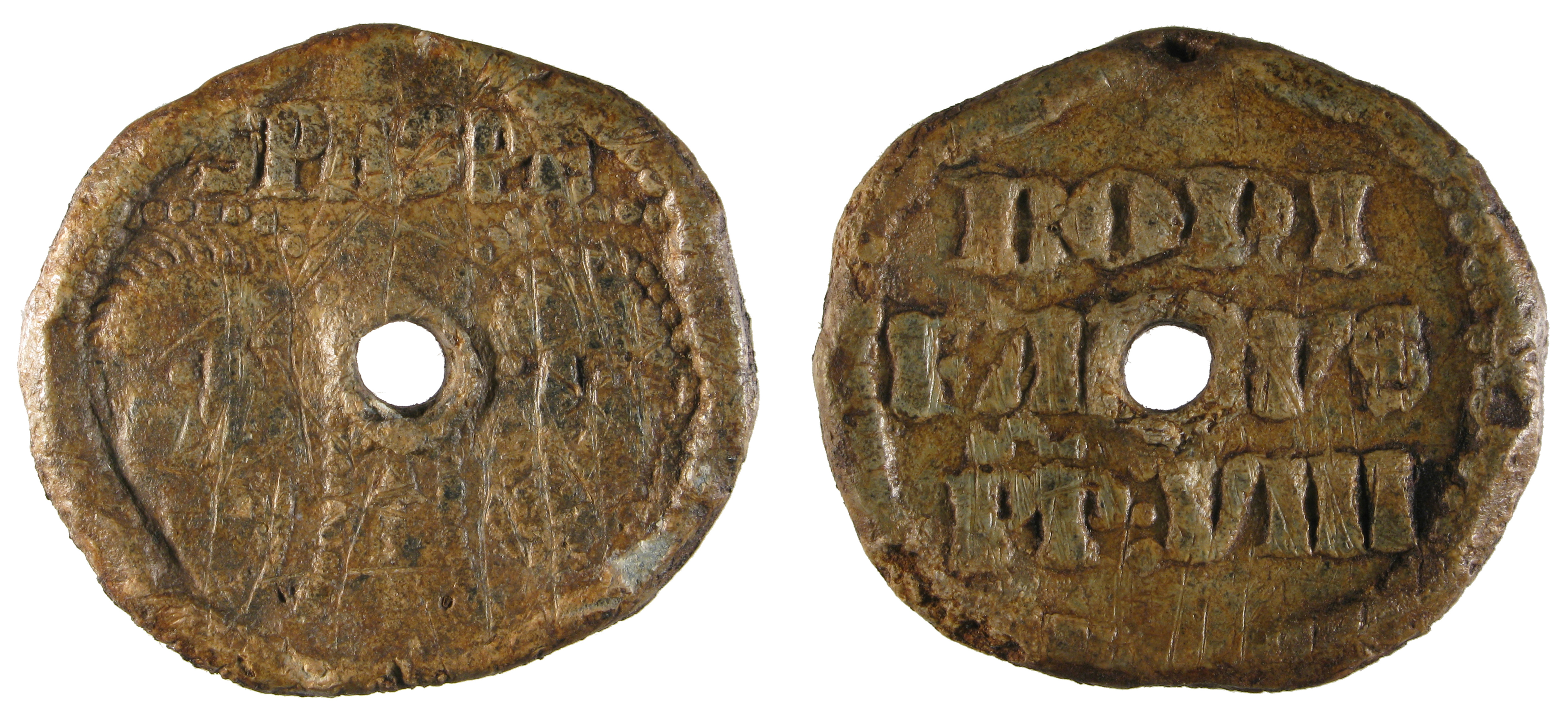
Bulla papal de Bonifaci VIII (perforada després de l'ús original)

El papa Celestí V (que havia estat el germà Pere, l'ermità del mont Murrone prop de Sulmone) va abdicar el 13 de desembre de 1294 a Nàpols, on, per a incomoditat d'alguns cardenals, havia establert la cort papal sota el patrocini de Carles II de Nàpols. Hi havia continuat vivint com un monjo, fins i tot convertint una habitació de l'apartament papal en l'aparença d'una cel·la monàstica. Un contemporani, Bartolomeu de Lucca, que va estar present a Nàpols el desembre de 1294 i va ser testimoni de molts dels esdeveniments de l'abdicació i l'elecció, va dir que Benedetto Caetani era només un dels diversos cardenals que van pressionar Celestí perquè abdiqués. No obstant això, també consta que Celestí V va abdicar segons al seva pròpia decisió després de consultar amb experts, i que Benedetto només va demostrar que estava permès per la llei de l'Església. De qualsevol manera, Celestí V va deixar el tron i Benedetto Caetani va ser elegit en el seu lloc com a papa, prenent el nom de Bonifaci VIII.
Els reglaments promulgats a la butlla papal de 1274 Ubi periculum no havien previst una abdicació, però declaraven que els procediments electorals havien de començar deu dies després de la mort del titular. En conseqüència, el conclave de 1294 va començar el 23 de desembre, deu dies després de l'abdicació de Celestí. Això va donar als vint-i-dos cardenals l'oportunitat de reunir-se al Castel Nuovo de Nàpols, el lloc de l'abdicació. Hugues Aycelin de Billom va presidir el conclave papal com a cardenal bisbe major. Benedetto Caetani va ser elegit per votació i adhesió la vigília de Nadal, el 24 de desembre de 1294, prenent el nom de Bonifaci VIII. En la primera votació (secreta), va obtenir la majoria dels vots, i a l'accessio un nombre suficient es va unir a la seva majoria per formar els dos terços necessaris Va ser consagrat bisbe de Roma a Roma pel cardenal Hugh Aycelin el 23 de gener de. Immediatament va retornar la cúria papal a Roma, on va ser coronat a la Basílica Vaticana el diumenge 23 de gener de 1295. Un dels seus El primer acte com a pontífex va ser fer empresonar el seu predecessor al castell de Fumone a Ferentino, on va morir el 19 de maig de 1296 a l'edat de 81 anys. El 1300, Bonifaci VIII va formalitzar el costum del jubileu romà, que després es va convertir en una font de benefici i d'escàndol per a l'Església. Bonifaci VIII va fundar la Universitat La Sapienza de Roma el 1303.

### Papat
Igual que Gregori VII, Bonifaci VIII pretenia elevar el poder espiritual del papa per sobre del poder temporal dels monarques. Aquesta concepció va fer que la seva política suscités força enemistats, les quals van donar lloc a diversos episodis que van sacsejar la política europea.
El 1297 canonitzà Lluís IX de França, conegut a partir de llavors amb el nom de Sant Lluís de França.

#### Dret canònic
En l'àmbit del dret canònic Bonifaci VIII va tenir una influència considerable. Les col·leccions anteriors de dret canònic s'havien codificat als Decretales Gregorii IX, publicades sota l'autoritat del papa Gregori IX l'any 1234, però en els seixanta anys següents, nombroses decisions legals van ser preses per un papa rere l'altre. En temps de Bonifaci es necessitava una edició nova i ampliada. El 1298 Bonifaci va ordenar publicar com a sisena part (o Llibre) aquestes diverses decisions papals, incloses unes 88 de les seves pròpies decisions legals, així com una col·lecció de principis jurídics coneguts com a the Regulæ Juris. La seva contribució va arribar a ser coneguda com el Liber Sextus. Aquest material encara és d'importància per als canonistes d'avui, per interpretar i analitzar correctament els cànons i altres formes de dret eclesiàstic. Les "Regulæ Juris" apareixen al final del Liber Sextus, i ara es publiquen com a part dels cinc Decretales al Corpus Juris Canonici'. Apareixen com a simples aforismes, com ara Regula VI: Nemo potest ad impossibile obligari. ('Ningú no pot estar obligat per alguna cosa impossible.) Altres sistemes de dret també tenen el seu propi Regulæ Juris, ja sigui amb el mateix nom o alguna cosa que compleixi una funció similar.

#### Cardenals
Bonifaci VIII va presentar algunes de les reivindicacions més fortes de qualsevol papa sobre el poder temporal i espiritual. Sovint es va involucrar amb els afers exteriors. En la seva butlla papal de 1302, Unam sanctam, Bonifaci VIII afirmava que com que l'Església és una, ja que l'Església és necessària per a la salvació, i com que Crist va nomenar Pere per dirigir-la, és "absolutament necessari per a la salvació que tota criatura humana estigui subjecta al pontífex romà". Aquestes opinions, i la seva intervenció crònica en els afers "temporals", van provocar moltes baralles amargues amb Albert I d'Alemanya, Felip IV de França i Dante Alighieri  que va escriure el seu tractat De Monarchia per disputar les afirmacions de Bonifaci sobre la supremacia papal.
El 1297, el cardenal Jacopo Colonna va desheretar els seus germans Ottone, Matteo i Landolfo de les seves terres. Aquests tres últims van apel·lar al papa Bonifaci VIII, que va ordenar a Jacopo que retornés les terres i, a més, que lliuris els reductes familiars de Colonna, Palestrina i altres pobles al papat. Jacopo es va negar. Jacopo Colonna i el seu nebot, Pietro Colonna, també s'havien compromès seriosament mantenint relacions molt qüestionables amb els enemics polítics del papa, Jaume II d'Aragó i Frederic III de Sicília. Al maig, Bonifaci els va treure del Col·legi de Cardenals i els va excomunicar a ells i als seus seguidors.
La família Colonna (a part dels tres germans aliats amb el Papa) va declarar que Bonifaci havia estat escollit il·legalment després de l'abdicació sense precedents del papa Celestí V. La disputa va provocar una guerra oberta, i al setembre Bonifaci va nomenar Landolfo al comandament del seu exèrcit per reprimir la revolta dels parents de Landolfo. A finals de 1298, Landolfo havia capturat Colonna, Palestrina i altres pobles i els havia arrasat després que s'haguessin rendit pacíficament sota les garanties de Bonifaci que serien respectats. Dante diu que es va aconseguir per traïció amb "promeses llargues i actuacions curtes", tal com va aconsellar Guido de Montefeltro, però aquest relat de l'implacable gibel·lí fa temps que està desacreditat. Palestrina va ser arrasada a terra, es va passar l'arada i s'escampa sal sobre les seves ruïnes. Més tard, una nova ciutat, la Città Papale, la va substituir. Només es va salvar la catedral de la ciutat.
Per fer front al problema dels cardenals que li van deixar els seus predecessors, Bonifaci va crear nous cardenals en cinc ocasions durant el seu regnat. En la primera creació, el 1295, només es va nomenar un cardenal, el seu nebot Benedetto Caetan. Això no va ser cap sorpresa. Tampoc va ser la segona creació, el 17 de desembre de 1295. Es van nomenar dos parents més, Francesco Caetano, fill del germà de Bonifaci VIII, Pere; i Jacopo (Giacomo) Tomassi Caetani, OFM, fill de la germana del Papa, va ser nomenat cardenal prevere de S. Clemente. També va ser nomenat Giacomo Caetani Stefaneschi, renebot del papa Nicolau III, juntament amb Francesco Napoleone Orsini, nebot del papa Nicolau III. Tres anys més tard, el 4 de desembre de 1298, quatre nous cardenals van ser nomenats: Gonzalo Gudiel (Gundisalvus Rodericus Innojosa), arquebisbe de Toledo, va ser nomenat bisbe d'Albano; Teodorico Ranieri, arquebisbe electe de Pisa i camarlenc papal, esdevingué cardenal prevere de Santa Croce a Gerusalemme; Nicola Boccasini, OP, de Treviso, Mestre General dels Dominics, esdevingué cardenal prevere de Santa Sabina; i Riccardo Petroni de Siena, vicecanceller de la Santa Església Romana, va ser nomenat cardenal diaca. Comença a sorgir un patró, encara que només es veu el patró en termes negatius: dels deu nous cardenals, només dos eren monjos, i cap d'ells benedictí (Celestí V havia estat excessivament parcial amb els benedictins); i no hi havia francesos (Celestí havia nomenat set francesos, per influència de Carles II de Nàpols). El papa Bonifaci estava canviant clarament la complexió dels membres del Sacre Col·legi. Sense els Colonna, la influència del rei de França va quedar molt minvada.
El 2 de març de 1300, durant el Gran Jubileu, Bonifaci VIII va crear tres cardenals més. El primer va ser Leonardo Patrasso, arquebisbe de Càpua, que era oncle de Bonifaci VIII; va substituir l'arquebisbe de Toledo, que havia mort el 1299, com a cardenal bisbe d'Albano. El segon va ser Gentile Partino, OFM, Doctor en Teologia i Lector de Teologia a la Cúria Romana, que va ser nomenat cardenal prevere de S. Martin in montibus. El tercer fou Luca Fieschi, dels comtes de Lavagna, de Gènova, nomenat cardenal diaca de S. Maria a Via Lata (la diaconia que havia pertangut antigament a Jacopo Colonna). Un familiar, un franciscà; tots tres italians.
En el seu darrer consistori per a la promoció de cardenals, el 15 de desembre de 1302, Bonifaci VIII va nomenar dos cardenals més: Pedro Rodríguez, bisbe de Burgos, Espanya, esdevingut bisbe suburbicari de Sabina; i Giovanni Minio da Morrovalle (o da Muro), OFM, ministre general dels franciscans, va ser nomenat bisbe suburbicari de Porto. Un franciscà, un espanyol, ni benedictins, ni francesos. De fet, només hi havia dos francesos al Sacre Col·legi a la mort de Bonifaci, només cinc clergues regulars (només un benedictí).

#### Conflictes a Sicília i Itàlia
Un cop eliminat un antipapa potencial com ho hauria pogut ser Celestí V, el primer acte polític que va dur a terme va ser la resolució del conflicte per la possessió de l'illa de Sicília, que des dels esdeveniments de 1282, coneguts com les Vespres Sicilianes, enfrontava el Regne de Nàpols (sota el domini francès dels Anjou) amb la Corona d'Aragó.
Quan Frederic III de Sicília va assolir el seu tron després de la mort del seu pare Pere III d'Aragó, Bonifaci va intentar dissuadir-lo d'acceptar el tron de Sicília. Quan Frederic va persistir, Bonifaci el va excomunicar el 1296 i va posar l'illa sota interdit. Ni el rei ni el poble van ser moguts. Bonifaci va aconseguir que Jaume II d'Aragó signés, l'any 1296, la Pau d'Anagni, per la qual aquest renunciava a qualsevol dret sobre Sicília a canvi dels feus de Còrsega i Sardenya.
Els sicilians, però, es van rebel·lar contra un acord que suposava el retorn de la dinastia Anjou i van nomenar rei el germà de Jaume II, Frederic II de Sicília, que havia exercit fins a aquell moment el càrrec de governador de l'illa. El conflicte va continuar fins a la Pau de Caltabellotta el 1302, que va veure que el fill de Pere, Frederic III, va ser reconegut com a rei de Sicília mentre que Carles II va ser reconegut com a rei de Nàpols. Per preparar una croada, Bonifaci va ordenar a Venècia i Gènova que signessin una treva; van seguir lluitant durant tres anys més i van rebutjar la seva oferta de fer de mitjancer per la pau.
Bonifaci també va posar la ciutat de Florència sota un interdit i va convidar l'ambiciós Carles, comte de Valois a entrar a Itàlia el 1300 per posar al govern dels güelfs blancs i cedir el poder als güelfs negres, molt més favorables als interessos financers del papa. El poeta Dante Alighieri formava part del partit dels blancs: les ambicions polítiques de Bonifaci van afectar directament Dante quan el papa va convidar el comte Carles a intervenir en els afers de Florència. La intervenció de Carles va permetre als güelfs negres enderrocar els güelfs blancs governants, els líders dels quals, inclòs el poeta Dante, suposadament a Roma en aquell moment per argumentar el cas de Florència davant Bonifaci, van ser condemnats a l'exili. Dante va arreglar el seu compte amb Bonifaci en el primer càntic de La Divina Comèdia, l'Infern, condemnant el papa, situant-lo dins dels cercles del Frau, a la bolgia dels simoniacs. A l'Infern, el papa Nicolau III, confonent el poeta amb Bonifaci, es sorprèn de veure aquest últim, suposant que s'avança al seu temps.

### Conflictes amb Felip IV

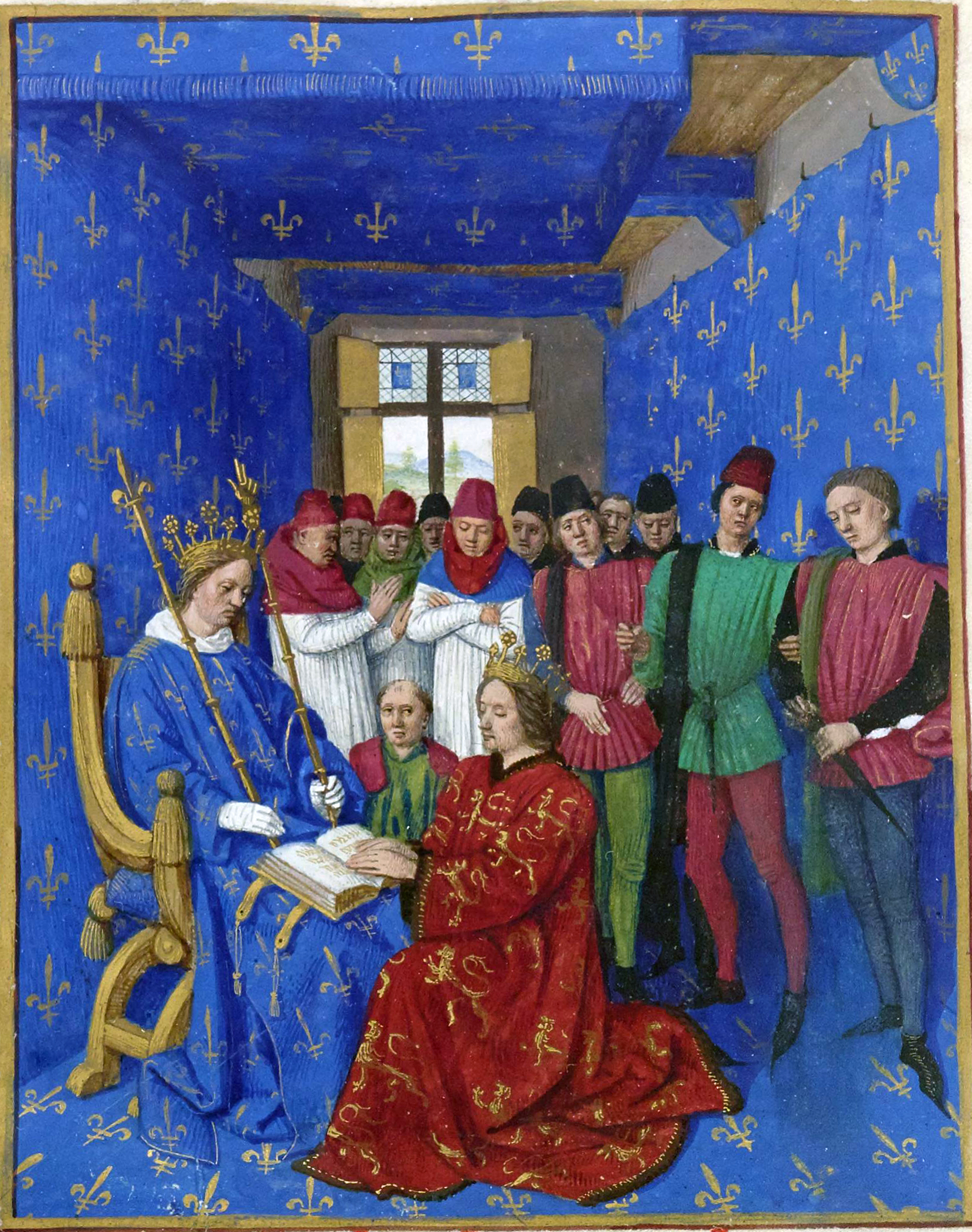
Felip IV rebent l'homenatge d'Eduard I per Aquitània

El conflicte entre Bonifaci VIII i el rei Felip IV de França (1268–1314) va arribar en un moment d'expansió dels estats nació i del desig de consolidació del poder per part dels monarques cada cop més poderosos. L'augment del poder monàrquic i els seus conflictes amb l'Església de Roma només es van veure agreujats amb l'ascens al poder de Felip IV l'any 1285. A França, el procés de centralització del poder reial i desenvolupament d'un autèntic estat nacional va començar amb els reis Capets. Durant el seu regnat, Felip es va envoltar dels millors advocats civils i va expulsar decididament el clergat de tota participació en l'administració de la llei. Amb el clergat començant a cobrar impostos a França i Anglaterra per finançar les seves guerres en curs entre ells, Bonifaci va prendre una postura dura en contra. Va veure la fiscalitat com un assalt als drets clericals tradicionals i va ordenar la butlla Clericis laicos el febrer de 1296, prohibint la tributació laica del clergat sense l'aprovació papal prèvia. A la butlla, Bonifaci afirma que "demanden i exigeixen del mateix la meitat, el delme o el vintè, o qualsevol altra part o proporció dels seus ingressos o béns; i de moltes maneres intenten portar-los a l'esclavitud i sotmetre'ls a la seva autoritat, i també els emperadors, reis o prínceps, ducs, comtes o barons... presumeixen de prendre possessió de les coses dipositades en els edificis sagrats... haurien d'incórrer en condemna d'excomunió". Va ser durant l'emissió de Clericis laicos que van començar les hostilitats entre Bonifaci i Felip.
En guerra amb els seus vassalls anglesos i flamencs, Felip estava convençut que la riquesa de l'Església catòlica a França havia de servir en part per a sostenir l'estat. Va contrarestar la butlla papal decretant lleis que prohibeixen l'exportació d'or, plata, pedres precioses, cavalls, armes o aliments de França als Estats Pontificis. Aquestes mesures van tenir l'efecte de bloquejar una font principal d'ingressos papals. Felip també va desterrar de França els agents papals que estaven recaptant fons per a una nova croada a l'Orient Mitjà. A la butlla Ineffabilis amor de setembre de 1296, Bonifaci va prometre l'aprovació d'un impost raonable per a les emergències genuïnes, però va contestar les demandes de Felip, preguntant-li retòricament: «Què et passaria, Déu n'hi do!, si ofenguesis greument la Seu Apostòlica, i va causar una aliança entre Ella i els teus enemics?." Davant el suport del clergat francès com Pierre de Mornay per a la posició general de Felip i la necessitat d'ingressos francesos per combatre els disturbis de la família Colonna a Roma, Bonifaci es va retirar encara més. El febrer de 1297, la butlla Romana mater ecclesia va permetre les donacions clericals voluntàries sense l'aprovació papal en temps d'emergència tal com va determinar el rei. El 3 d'abril de 1297, set arquebisbes francesos i quaranta bisbes, sempre que aquesta autorització, acordaren concedir al rei la cinquena part dels seus ingressos eclesiàstics sota la forma de dos delmes, el primer dels quals serà pagat per Pentecosta i el segon a finals de setembre. Aquesta subvenció es podria cobrar en el cas que la guerra amb Anglaterra continués, amb l'autoritat de l'Església i no per mitjà del braç secular. Al juliol de 1297, Bonifaci va cedir completament a la butlla Etsi de statu, reconeixent que els reis podien augmentar els impostos sobre la propietat i els ingressos de l'església durant les emergències sense l'aprovació papal prèvia. Felip va rescindir els seus embargaments i fins i tot va acceptar els nuncis de Bonifaci com a àrbitres per retardar i concloure la seva guerra amb els anglesos, amb el Tractat de París de 1303 que va restaurar l'statu quo però va obligar a Eduard a venir a França en persona per fer un homenatge pel retorn d'Aquitània.

#### Primer any jubilar
Bonifaci va proclamar l'any 1300 un any de "jubileu", el primer de molts jubileus d'aquest tipus a tenir lloc a Roma. Probablement volia recollir diners dels pelegrins a Roma com a substitut dels diners que faltaven de França, o pot ser que buscava suport moral i polític contra el comportament hostil del rei francès. L'esdeveniment va ser un èxit: mai abans Roma havia rebut tanta gent. Es diu que un dia concret es van comptar unes 30.000 persones. Giovanni Villani va estimar que uns 200.000 pelegrins van arribar a Roma Bonifaci i els seus ajudants van gestionar bé l'esdeveniment, el menjar era abundant i es venia a preus moderats. Va ser un avantatge per al papa que les grans sumes de diners que recollia poguessin ser utilitzades segons el propi judici de Bonifaci.

#### Primera Guerra d'Independència d'Escòcia
Després que el rei Eduard I d'Anglaterra hagués envaït Escòcia i forcés l'abdicació del rei escocès Joan Balliol, el rei deposat va ser posat en llibertat sota la custòdia del papa Bonifaci amb la condició que romangués en una residència papal. El pressionat parlament escocès, aleshores en les primeres etapes del que es va conèixer com la Primera Guerra d'Independència, va condemnar la invasió i l'ocupació d'Escòcia per part d'Eduard I i va fer una crida al Papa perquè afirmés un domini feudal sobre el país. El Papa va assentir, condemnant les invasions d'Eduard i l'ocupació d'Escòcia a la butlla papal Scimus Fili (en llatí "Ho sabem, fill meu") del 27 de juny de 1299. La butlla va ordenar a Edward que desistís dels seus atacs i iniciar negociacions amb els escocesos. Tanmateix, Eduard no va fer cas de la butlla; l'any 1301, es va redactar una carta en la qual els anglesos rebutjaven la seva autoritat, però mai va ser enviada.

#### Continuació de la lluita amb Felip IV
La disputa entre Bonifaci i Felip IV va arribar al seu punt àlgid a principis del segle xiv, quan Felip va començar a llançar una forta campanya antipapal contra Bonifaci. El 1301 es va produir un nou xoc quan el papa va crear el nou bisbat de Pàmies, al sud de França, i hi va col·locar a Bernat Saisset. Felip, incòmode amb el designat, el va acusar d'alta traïció i el va fer empresonar.Va sorgir una baralla entre els ajudants de Felip i un llegat papal, Bernat Saisset. El llegat va ser detingut acusat d'incitació a una insurrecció, va ser jutjat i condemnat per la cort reial, i confiat a la custòdia de l'arquebisbe de Narbona, Giles Aycelin, un dels seus ministres i aliats clau, l'any 1301. A la butlla Ausculta Fili ("Escolta, fill", desembre de 1301) Bonifaci VIII va fer una crida a Felip IV perquè escoltés modestament el vicari de Crist com a monarca espiritual sobre tots els reis terrenals. Va protestar contra el judici dels eclesiàstics davant les corts reials de Felip i l'ús continuat dels fons de l'Església per a finalitats estatals i va anunciar que convocaria els bisbes i abats de França perquè prenguessin mesures "per a la preservació de les llibertats de l'Església". Quan la butlla va ser presentada a Felip IV, Robert, comte d'Artois, se la va arrabassar de les mans de l'emissari de Bonifaci i la va llançar al foc.
El 10 de febrer de 1302 la butlla Ausculta Fili va ser cremada oficialment a París davant Felip IV i una gran multitud. No obstant això, el 4 de març de 1302, el papa Bonifaci va enviar el cardenal Jean Lemoine com a llegat per reafirmar el control papal sobre el clergat francès. Per prevenir el concili eclesiàstic proposat per Bonifaci, Felip va convocar els tres estaments del seu regne per reunir-se a París a l'abril. En aquests primers Estats generals francesos de la història, les tres classes (nobles, clergat i comuns) van escriure per separat a Roma en defensa del rei i del seu poder temporal. Uns quaranta-cinc prelats francesos, malgrat la prohibició de Felip i la confiscació dels seus béns, van assistir al concili de Roma l'octubre de 1302.
Després d'aquest concili, el 18 de novembre de 1302, Bonifaci va emetre la butlla Unam sanctam ("Una Sola Santa [Església catòlica i apostòlica]"). Declarava que tant el poder espiritual com el temporal estaven sota la jurisdicció del papa, i que els reis estaven subordinats al poder del pontífex romà.
| « | 'Hi ha dos governs, l'espiritual i el temporal, i tots dos pertanyen a l'Església. L'un està a la mà del papa i l'altre a la mà dels reis, però els reis només poden fer-ne ús més per a l'Església, segons l'ordre i amb el permís del papa. Si el poder temporal es torça, el poder espiritual l'ha de redreçar (...). Així, doncs, declarem, diem, decidim i pronunciem que és absolutament necessari per a salvar-se que tota criatura humana estigui sotmesa al pontífex de Roma. | » |

El Papa també va nomenar el cardenal Jean le Moine com a llegat apostòlic del rei Felip, per intentar trobar una solució a l'atzucac que s'havia desenvolupat; se li va concedir el poder específic d'absoldre el rei Felip de l'excomunió.

#### Segrest i mort

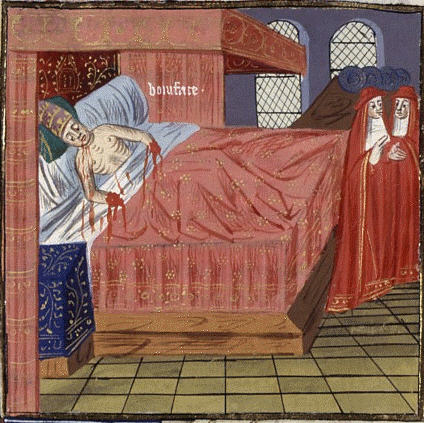
Representació de la mort de Bonifaci en un manuscrit del del De Casibus

El Dijous Sant, 4 d'abril de 1303, el Papa va tornar a excomunicar a totes les persones que impedien als clergues francesos assistir a la Santa Seu, "etiam si imperiali aut regali fulgeant dignitati". Aquesta incloïa el rei Felip IV, encara que no pel seu nom. Com a resposta, Guillaume de Nogaret, el primer ministre de Felip, va denunciar Bonifaci com un criminal herètic davant el clergat francès. El 15 d'agost de 1303, el Papa va suspendre el dret de totes les persones del Regne de França a nomenar qualsevol persona com a Regent o Doctor, inclòs el Rei. I en un altre document del mateix dia, reservava a la Santa Seu la provisió de totes les vacants presents i futures a les esglésies catedrals i als monestirs, fins que el rei Felip anés a la Cort Papal i donés explicacions del seu comportament.
El 7 de setembre de 1303, un exèrcit liderat pel ministre del rei Felip Nogaret i Sciarra Colonna va atacar Bonifaci al seu palau d'Anagni, al costat de la catedral. El Papa va respondre amb una butlla del 8 de setembre de 1303, en la qual Felip i Nogaret van ser excomunicats. El canceller francès i els Colonna van exigir l'abdicació del Papa; Bonifaci VIII va respondre que "més aviat moriria". En resposta, Colonna suposadament va donar una bufetada a Bonifaci, una "bufetada" recordada històricament com a schiaffo di Anagni ("la bufetada d'Anagni").
Segons un intèrpret modern, Bonifaci, de 73 anys, probablement va ser colpejat i gairebé executat, però va ser alliberat de la captivitat després de tres dies. Va morir un mes després. El famós cronista florentí Giovanni Villani, va escriure:
| « | I quan Sciarra i els altres, els seus enemics, vingueren a ell, es burlaven d'ell amb paraules vils i el prengueren a ell i a la seva casa que havia quedat amb ell. Entre d'altres, Guillem de Nogaret, que havia conduït les negociacions pel rei de França, el va menysprear i el va amenaçar, dient que el portaria lligat a Lió, al Roine, i allà en un concili general el faria deposar i condemnar.... ningú no gosava tocar [Bonifaci], ni es va agradar posar-li les mans al damunt, però el van deixar amb túnica sota detenció lleugera i volien robar el tresor del Papa i de l'Església. En aquest dolor, vergonya i turment, el gran papa Bonifaci va romandre presoner entre els seus enemics durant tres dies... el poble d'Anagni, veient el seu error i sortint de la seva cega ingratitud, de sobte es va aixecar en armes... i va expulsar Sciarra della Colonna i els seus seguidors, amb la pèrdua de presoners i morts, i van alliberar el Papa i la seva casa. El papa Bonifaci... va marxar immediatament d'Anagni amb la seva cort i va venir a Roma i a Sant Pere per celebrar un concili... però... el dolor que s'havia endurit en el cor del papa Bonifaci, a causa de la lesió que aquest havia rebut, produït en ell, un cop arribat a Roma, una malaltia estranya de manera que es va rosegar com si fos boig, i en aquest estat va passar d'aquesta vida el dotze d'octubre de l'any de Crist de 1303 , i a l'Església de Sant Pere prop de l'entrada de les portes, en una rica capella que es va construir en vida, fou enterrat honorablement. | » |

Va morir d'una febre violenta l'11 d'octubre, en plena possessió dels seus sentits i en presència de vuit cardenals i els principals membres de la casa pontifícia, després de rebre els sagraments i fer la professió de fe habitual.
L'atemptat d'Anagni, culminació de la impotència de Bonifaci VIII per fer front a Felip el Bell, inaugurava el segle xiv per a l'Església, durant el qual va quedar a la mercè dels reis francesos. Aquest fet va provocar el trasllat de la seu del papat a Avinyó.
Aquest pontificat representa el final de la pretensió de domini universal de l'Església Catòlica davant els poders monàrquics de les nacions naixents d'Europa.

#### Enterrament i exhumació

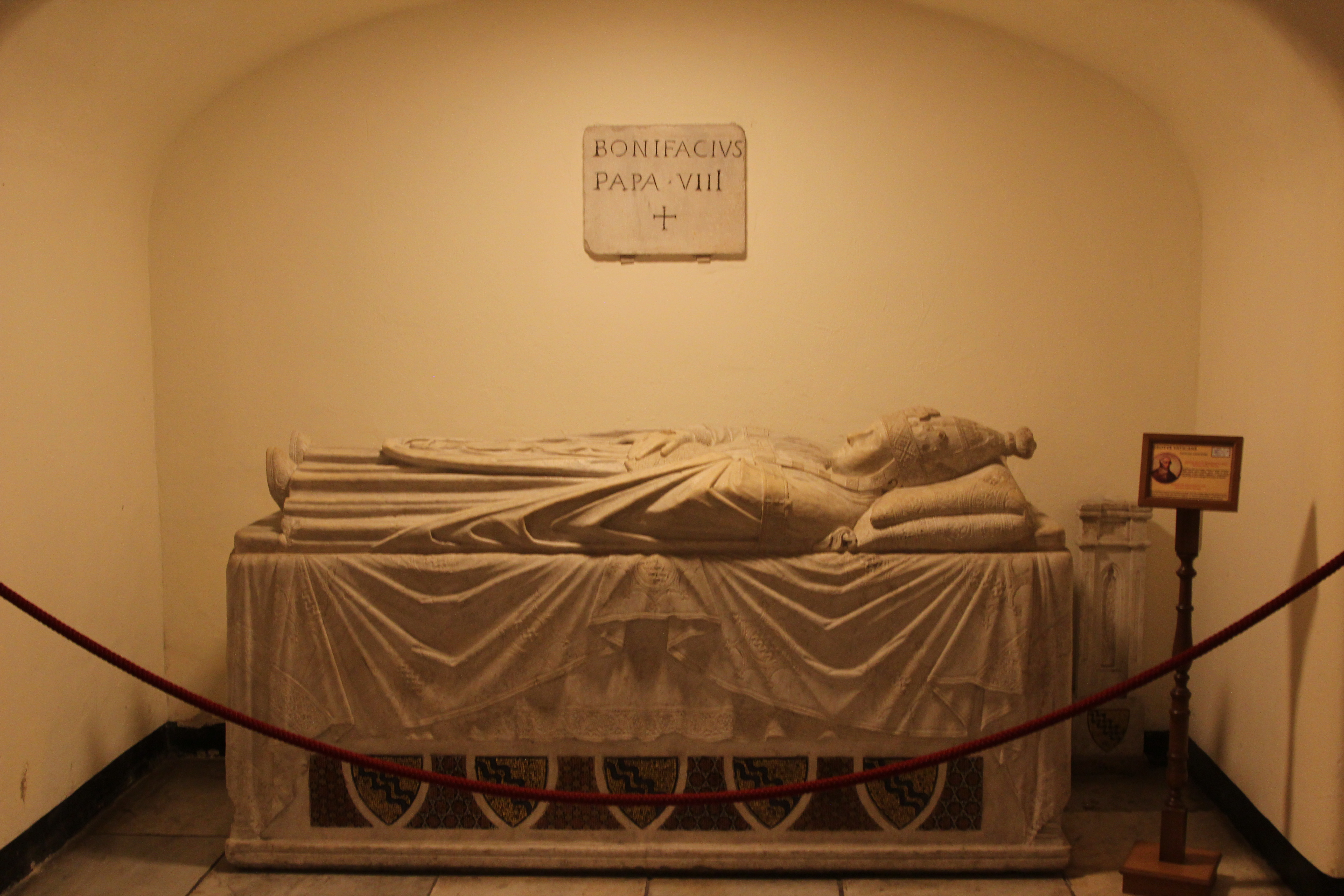
La tomba de Bonifaci VIII a les grutes vaticanes

El cos de Bonifaci VIII va ser enterrat l'any 1303 en una capella especial que també albergava les restes del papa Bonifaci IV (608-615), que havia estat traslladada per Bonifaci VIII d'una tomba fora de la basílica vaticana al pòrtic.
El cos va ser exhumat accidentalment el 1605, i els resultats de l'excavació van registrar Giacomo Grimaldi (1568–1623), notari apostòlic i arxiver de la basílica vaticana, entre d'altres. El cos estava dins de tres taüts, el més exterior de fusta, el mig de plom i el més interior de pi . Les restes corporals van ser descrites com a "inusualment altes" i mesuraven set pams quan van ser examinades pels metges. El cos es va trobar força intacte, sobretot les mans ben formades, desmentint així el mite que havia mort en un frenesí, rosegant-se les mans, colpejant el cervell contra la paret. El cos portava els vestits eclesiàstics habituals durant la vida de Bonifaci: mitges llargues cobrien cames i cuixes, i també anava vestit amb el maniple, la sotana i l'hàbit pontifici fets de seda negra, així com estola, casulla, anells i guants enjoiats.
Després d'aquesta exhumació i examen, el cos de Bonifaci va ser traslladat a la capella del papa Gregori i Andreu. El seu cos es troba ara a la cripta (gruta) de Sant Pere en un gran sarcòfag de marbre, inscrit BONIFACIVS PAPA VIII.

## El judici pòstum
Després que el papat hagués estat traslladat a Avinyó el 1309, el papa Climent V, sota una pressió extrema del rei Felip IV, va consentir un judici pòstum. Va dir: "[I]t era permesa que qualsevol persona que volgués procedir contra la memòria de Bonifaci VIII procedís". Va donar mandat al bisbe de París, Guillaume de Baufet d'Aurillac, i a Guillaume Pierre Godin, OP, perquè els denunciants escollissin fiscals i determinessin un dia en què començaria la investigació en presència del Papa (coram nobis Avinione). El Papa va signar el seu mandat al seu actual lloc de residència, el Priorat de Grauselle prop de Malusan, la diòcesi de Vasio, el 18 d'octubre de 1309. Tant el rei d'Aragó com el rei de Castella van enviar immediatament ambaixadors al papa Climent, queixant-se que l'escàndol s'estava abocant a les oïdes dels fidels, quan van saber que un pontífex romà estava acusat d'un delicte d'heretgia. Les queixes també van arribar d'Itàlia, Alemanya i els Països Baixos.
El 27 d'abril de 1310, en el que sens dubte va ser un gest de pau cap als francesos, Climent V va perdonar Guillaume Nogaret pels seus delictes comesos a Anagni contra Bonifaci VIII i l'Església, per les quals havia estat excomunicat, amb la condició que Nogaret anés personalment al Terra Santa a la següent onada de soldats i servís allà a l'exèrcit. A finals de la primavera de 1310, Climent estava sentint la vergonya i la pressió sobre el material produït pels acusadors de Bonifaci. La seva paciència s'estava desgastant. Va emetre un mandat el 28 de juny de 1310, en el qual es queixava de la qualitat del testimoni i de la corrupció dels diferents acusadors i testimonis. Llavors va ordenar als Quaesitores que els futurs exàmens es fessin sota amenaça d'excomunió per perjuri. Un consistori eclesiàstic al Priory Groseau, prop de Malaucène , va celebrar un procés (investigació judicial) contra la memòria de Bonifaci, que va fer exàmens preliminars l'agost i setembre de 1310. i va recollir testimonis que al·legaven moltes opinions herètiques de Bonifaci. VIII. Això incloïa el delicte de sodomia, encara que no hi havia proves substantives per això, i és probable que aquesta fos l'acusació estàndard que Felip va fer contra els enemics. El mateix càrrec es va presentar contra els templers.
Abans que es pogués celebrar el judici real, Climent va persuadir Felip de deixar la qüestió de la culpabilitat de Bonifaci al Concili de Vienne, que es va reunir el 1311. El 27 d'abril de 1311, en un consistori públic, amb els agents del rei Felip presents, el Papa va excusar formalment el Rei per tot el que havia dit en contra de la memòria del papa Bonifaci, amb el motiu que parlava amb bones intencions. Aquesta declaració va ser escrita i publicada com a butlla, i la butlla contenia la declaració que el Papa remetria l'assumpte al proper Concili. Aleshores, el Papa va anunciar que es reservava tot l'assumpte al seu propi criteri.
El XV Concili Ecumènic, el Concili de Vienne, es va inaugurar el 16 d'octubre de 1311, amb més de 300 bisbes assistents. Quan es va reunir el Concili (així es diu), tres cardenals es van presentar davant seu i van donar testimoni de l'ortodòxia i la moral del papa mort. Dos cavallers catalans, com a desafiadors, van llançar els seus guants per mantenir la seva innocència mitjançant un judici per combat. Ningú va acceptar la impugnació i el Consell va declarar l'assumpte tancat. L'ordre de Climent de dissoldre l'orde dels Cavallers Templers es va signar al Concili de Vienne el 2 de maig de 1312.

## Caràcter
Es diu que el papa va ser de mal humor, donant cops de peu a la cara a un enviat en una ocasió, i en una altra, llançant cendres als ulls d'un arquebisbe que s'estava agenollat per rebre-les com a benedicció damunt del seu cap.

## A la cultura popular

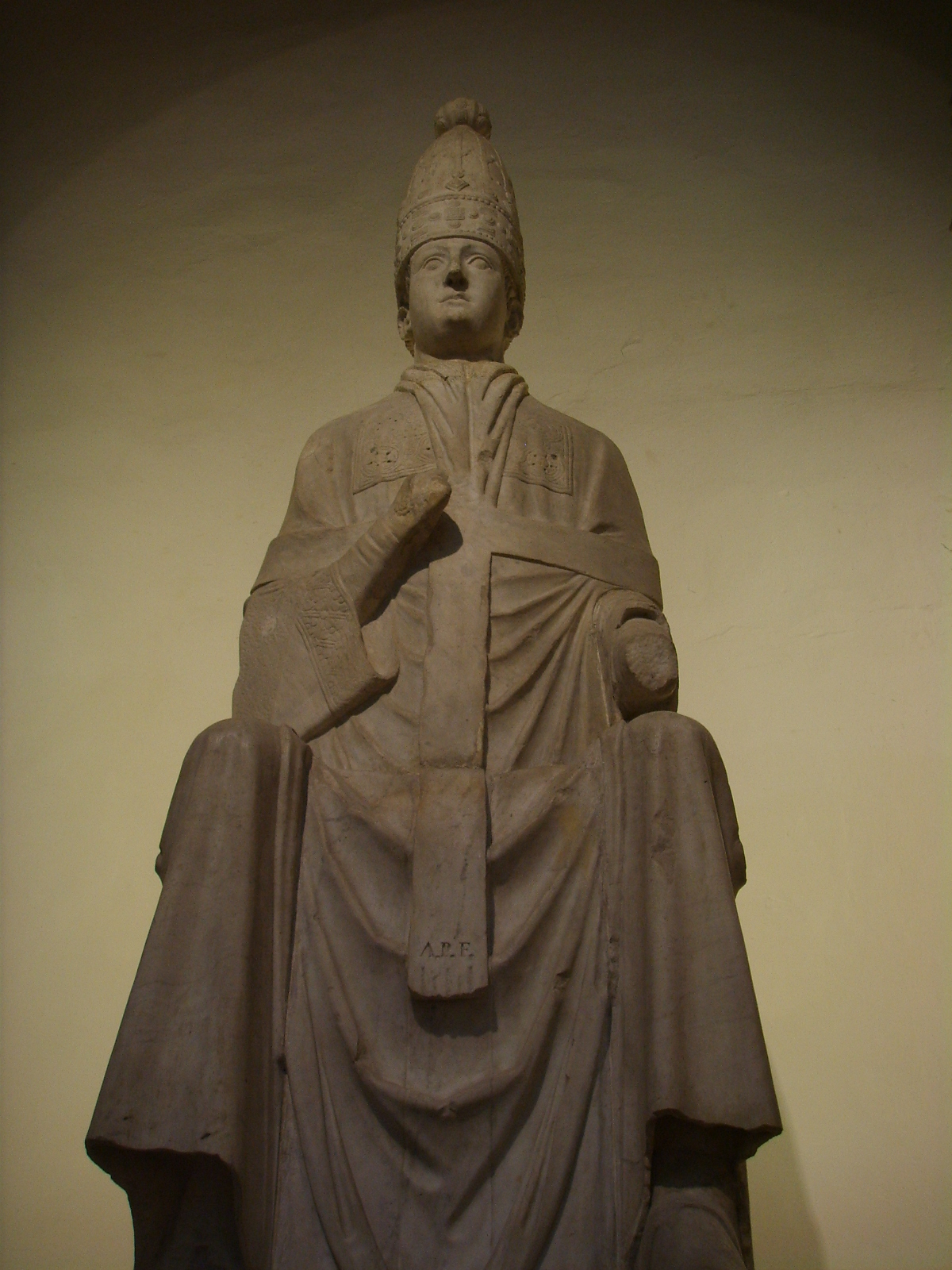
Estàtua del papa Bonifaci VIII al Museo dell'Opera del Duomo de Florència.

- En el seu Infern, Dante va retratar Bonifaci VIII sent castigat a l'infern per simonia, tot i que Bonifaci encara era viu a la data de la història del poema. El destí final de Bonifaci és revelat a Dante pel papa Nicolau III, a qui coneix. Una mica més tard a l'Infern, Dante recorda el feu del pontífex amb la família Colonna, que el va portar a demolir la ciutat de Palestrina, matant 6.000 ciutadans i destruint tant la casa de Juli Cèsar com un [veneració a Maria a l'Església Catòlica|santuari a Maria]]. El destí final de Bonifaci és confirmat per Beatriu quan Dante visita el cel. És notable que no adopta l'acusació de Guillaume de Nogaret que Bonifaci VIII era un "sodomita", però, i no l'assigna a aquest cercle de l'infern (tot i que la simonia es va situar en el vuitè cercle del frau, per sota de la sodomia, en el setè cercle de violència, designant-lo com a delicte pitjor i prevalent per sobre de les activitats de sodomia). A l'època es deia que Bonifaci VIII va obtenir el papat per mitjà de la corrupció i que una vegada l'havia aconseguit es va rescabalar amb els béns de l'església.
- També s'esmenta a Gargantua i Pantagruel de François Rabelais. En el capítol que Epistemos enumera els habitants de l'infern i les seves ocupacions, diu que Bonifaci estava (en una traducció) "esborrant l'escòria dels pots de sopa".
- Les profecies de Sant Malaquies es refereixen a aquest papa com Ex undarum benedictione (de la benedicció de les ones), cita que fa referència tant al seu nom de pila, Benedetto, com al fet que a l'escut d'armes de la seva família hi apareixen unes ones.
- El matemàtic i astrònom Campanus de Novara va servir com a metge personal o potser només com a capellà del papa Bonifaci VIII.[81] Campano va morir a Viterbo el 1296.
- Al Decameró de Giovanni Boccaccio, Bonifaci VIII és representat satíricament donant un priorat a un bandit (Ghino di Tacco) (dia 10, segon conte). Abans (Ii), Bonifaci VIII també s'esmenta pel seu paper en l'enviament de Carles, comte de Valois a Florència l'any 1300 per posar fi al feu entre els güelfs blancs i negres.
- El conte del papa Bonifaci s'explica al llibre 2 de la Confessio Amantis de John Gower com un exemple del pecat de suplantar de manera fraudulenta els altres. Gower afirma que Bonifaci va enganyar el papa Celestí V perquè abdiqués fent que un jove clergue, fent-se passar per la veu de Déu, li parlés mentre dormia i el convencés d'abdicar (ll. 2861–2900). Gower també repeteix el rumor que Bonifaci va morir rosegant-se les seves pròpies mans, però ho atribueix a la fam més que a un intent de suïcidi deliberat (ll. 3027-28).
- Bonifaci era va ser mecenes de Giotto.
- Bonifaci va fer restaurar les esglésies de Roma per al Gran Jubileu de 1300, especialment la basílica de Sant Pere, la basílica del Laterà i la basílica de Santa Maria la Major.
- El papa Bonifaci VIII és un personatge principal interpretat per Jim Carter al programa de televisió Knightfall de History Channel. Bonifaci és retratat com un home càlid i avuncular i un polític experimentat, que actua com una força estabilitzadora i incorruptible dins d'un món medieval corrupte. Els Cavallers Templers el valoren com el seu líder sant, i estan disposats a executar les seves ordres sense cap dubte. Bonifaci nomena personalment a Landry el nou Mestre i Comandant del Temple de París després de l'assassinat de Godfrey, i li confia la missió de trobar el Sant Grial, amb l'esperança d'utilitzar-lo per llançar una nova croada i recuperar Terra Santa.